# Pedro Fidalgo
Pedro Fidalgo é um realizador português. Os seus trabalhos com maior destaque são, "MUDAR DE VIDA, José Mário Branco, vida e obra" (2014), co-realizado com Nelson Guerreiro, e "N'EFFACEZ PAS NOS TRACES! Dominique Grange, uma cantora de protesto" (2022), filme que conta com a participação do desenhador francês Jacques Tardi.

## Filmografia

### Longas-metragens
- 2014: Mudar de Vida, José Mário Branco, vida e obra[3], co-realizado com Nelson Guerreiro, documentário, 116'
- 2022: N'effacez pas nos traces ! Dominique Grange, uma cantora de protesto, documentário[4], 96'

### Curtas-metragens
- 2009: Les Solides,ficção, 26'
- 2013: Tu vois? Nos voix ont des voies ! , co-realizado com Giuglia Prada, documentário, 30'

- 2019 : La Violence ne fera pas taire le peuple[5], tríptico documentário :
  - La Violence ne fera pas taire le peuple, 7'
  - Cinema-Oeil (кино- глаз), 2'
  - L'Autre Partie du Monde, 4'

### Televisão
2015: Mudar de Vida, José Mário Branco, vida e obra, co-realizado com Nelson Guerreiro, documentário, 52' (versão televisiva)

## Prémios e nomeações
2017: Mudar de Vida, José Mário Branco, vida e obra - Prémio Sophia na categoria Melhor Documentário em Longa-Metragem
2014: Mudar de Vida, José Mário Branco, vida e obra - Prémio do Público – Grande Prémio Canal Q (MUVI Lisboa – Festival Internacional de Música no Cinema)